# Вашингтон (Индиана)
Вашингтон (англ. Washington) — город и административный центр округа Дейвисс в штате Индиана в Соединённых Штатах Америки.
Согласно данным переписи населения США 2020 года число жителей города 
составляло 12 017 человек, что заметно больше, чем было во время предыдущей переписи проводившейся в 2010 году (11 509  человек).

## История
Вашингтон был основан в 1815 году и назван в честь одноимённой столицы.
Железная дорога была построена через Вашингтон в 1857 году. К 1889 году это было крупное депо и ремонтная станция для подвижного состава железной дороги Огайо и Миссисипи.
17 ноября 2013 года мощный торнадо пронесся по западной окраине города, уничтожив 20 домов и серьезно повредив 20 других зданий.
Несколько городских объектов занесены в Национальный реестр исторических мест США.

## География
Согласно данным Бюро переписи населения США, общая площадь города Вашингтона составляет 4,767 квадратных миль (12,35 км2), из которых 4,73 квадратных миль (12,25 км2 или 99,22%) — это суша и 0,037 квадратных миль (0,10 км2 или 0,78%) приходится на водную поверхность.

## Климат
В Вашингтоне влажный субтропический климат (согласно согласно классификации Кёппена обозначаемый на климатических картах аббревиатурой «Cfa») с четырьмя четко выраженными сезонами. Зимы прохладные или холодные с умеренным снегопадом, а лето тёплое и влажное.